# Kipo và kỷ nguyên kỳ thú
Kipo và kỷ nguyên kỳ thú (tên tiếng Anh: Kipo and the Age of Wonderbeasts) là một chương trình truyền hình hoạt hình máy tính được tạo ra bởi bàn tay của Radford Sechrist và phát triển bởi Bill Wolkoff lấy cảm hứng từ bộ truyện tranh trực tuyến Kipo của Radford Sechrist ra mắt năm 2015. Phim được sản xuất bởi hãng phim hoạt hình Mỹ - DreamWorks Animation Television với phần hoạt hình do hãng Studio Mir của Hàn Quốc đảm nhiệm.
Đây là sê-ri hoạt hình dành cho lứa tuổi thanh niên với cốt truyện là hành trình theo chân cô bé Kipo Oak đang tìm kiếm cha mình sau khi cả hai bị lạc nhau trong một trận động đất. Xuyên suốt hành trình, ta sẽ thấy được những thử thách mà Kipo phải đối mặt khi Trái Đất lúc này đang trong thời kỳ Hậu tận thế và quyền làm chủ đang nằm trong tay của những loài động vật đột biến. Ngoài ra, trong chuyến đi của mình, Kipo cũng đã kết bạn được với những người bạn con người trên mặt đất là Sói va Benson, cùng với hai động vật đột biến là Dave và Mandu.
Bộ phim được giới phê bình đáng giá cao về mặt thiết kế, xây dựng nhân vật, âm nhạc, xây dựng bối cảnh thế giới trong phim, lồng tiếng và sự đa dạng. Và điều đặc biệt là phim đã cài cắm vào những tình tiết, nhân vật thuộc cộng đồng LGBT và da màu.
Chương trình truyền hình gồm ba mùa với số lượng mười tập mỗi mùa được phát sóng trong năm 2020. Với mùa 1 được công chiếu ngày 14 tháng 1, mùa 2 phát hành ngày 12 tháng 6 và mùa 3 cũng là mùa cuối cùng được ra mắt ngày 12 tháng 10.

## Cốt truyện
Bộ phim lấy bối cảnh thời gian khoảng thế kỷ 23, các loài động vật đã bị đột biến trở thành nhũng sinh vật giống con người gọi là các "Đột biến". Và hầu hết chúng đều vùng lên chống lại những con người đã áp bức chúng. Trước sự nguy hiểm của các loài "đột biến", con người bất đắc dĩ phải lui về sống ẩn trong các thành phố dưới lòng đất gọi là "Hang động". Và các vùng đất cũng như là nền văn minh trên mặt đất bị bỏ trống, trở nên hoang tàn và nơi đó được gọi chung là "Las Vistas".

### Phần 1
Câu chuyện mở ra với chuyến hành trình của Kipo Oak, một cô bé sống dưới lòng đất đang đi tìm kiếm cha và thành phố của mình sau một trận động đất do "Khỉ nhện khổng lồ" gây ra. Tại vùng Las Vitas, cô đã gặp và kết bạn được với Sói, một cô bé da màu sinh tồn một mình, lạnh lùng và cứng rắn, Benson - một cậu bạn da màu đồng tình, luôn vui tươi và lạc quan, Dave, người bạn côn trùng đột biến của Benson và cuối cùng là Mandu, một chú lợn đột biến. Cùng với nhau, cả bọn sát cánh bên nhau đi tìm kiếm cha của Kipo và thành phố dưới lòng đất thứ hai - nơi mà mọi người đang di cư đến sau trận động đất. Trong cuộc phiêu lưu, Kipo cũng vô tình phát hiện ra khả năng hóa "Báo đốm khổng lồ" của mình. Đối đầu với họ là hàng loạt băng đảng động vật đột biến đang có ý định thống trị loài người và toàn Trái Đất, đứng đầu là Scarlemagne, một tên khỉ đầu chó đột biến có khả năng điều khiển tâm trí của người khác bằng pheromone do cơ thể tiết ra (một đặc tính chỉ có ở loài khỉ đầu chó).

### Phần 2
Tiếp nối câu chuyện cuối phần 1, khi tất cả mọi người đều đã bị Scarlemagne bắt giữ và điều khiển tâm trí. Kipo phải lên đường tìm lại nguồn gốc của mình để thuần thục khả năng trở thành Báo đốm khổng lồ. Đồng thời Kipo cũng đã biết được rằng ba mẹ cô đã thí nghiệm đột biến lên cô khi mẹ cô đang mang thai, và điều đó đã giúp Kipo có khả năng hóa Báo đốm khổng lồ. Kèm theo đó, mẹ của cô cũng bị ảnh hưởng bởi sự đột biến và bà đã trở thành Khỉ nhện khổng lồ - thứ đã tấn công thành phố dưới lòng đất ở phần 1. Kipo cũng biết về nguồn gốc của Scarlemagne, hắn là một chú khỉ đầu chó thí nghiệm của ba mẹ Kipo. Cuối phần phim, Kipo và nhóm bạn của mình đã đánh bại, bắt giữ Scarlemagne, giải cứu thành công Song, mẹ của Kipo và tất cả những con người bị Scarlemagne bắt giữ. Đồng thời, cô cũng giáp mặt với Tiến sĩ Emilia, kẻ đã điều khiển Song và thực hiện các thí nghiệm trên động vật với ước muốn biến các "Đột biến" trở lại bình thường.

### Phần 3
Để chống lại âm mưu của Tiến sĩ Emilia, Kipo thành lập "Liên minh tình bạn đột biến tối thượng" (HMUFA), nhưng điều đó là vô cùng khó khăn vì các loài "Đột biến" luôn ganh ghét và chiến tranh với nhau. Song song, Emilia đã chế tạo thành công phương thức để biến đổi lại ADN của Kipo nhưng Kipo đã lợi dụng phương pháp ấy để giải cứu cho mẹ mình trở lại bình thường. Cuối cùng, ước mơ của Kipo đã thành công, hòa bình giữa loài người và đột biến đã được tạo nên. Còn về phía Emilia, kế hoạch thất bại, bà đã tự biến mình thành một đột biến - "Voi biển khổng lồ" để tiêu diệt Kipo, bạn bè của cô và cả cộng đồng "Đột biến". Nhưng nhờ sự hy sinh của Scarlemagne, Kipo đã đánh bại được Tiến sĩ Emilia. Bộ sê-ri phim kết thúc với bối cảnh năm năm sau sự kiện cuộc chiến giữa "Báo đốm" và "Voi biển", lúc bấy giờ, Kipo đang sống hạnh phúc trên mặt đất - nơi mà loài người và đột biến đang chung sống hòa hợp với nhau.

## Nhân vật

### Nhân vật chính
- Kipo Oak (lồng tiếng bởi Karen Fukuhara)
- Wolf (lồng tiếng bởi Sydney Mikayla)
- Benson Mekler (lồng tiếng bởi Coy Stewart)
- Dave (lồng tiếng bởi Deon Cole)
- Mandu (lồng tiếng bởi Dee Bradley Baker)
- Lio Oak (lồng tiếng bởi Sterling K. Brown)
- Hugo "Scarlemagne" Oak (lồng tiếng bởi Dan Stevens)
- Song Oak (lồng tiếng bởi Jee Young Han)
- Tiến sĩ Emilia (lồng tiếng bởi Amy Landecker)

### Nhân vật phụ
- Molly Yarnchopper (lồng tiếng bởi Lea Delaria)
- Yumyan Hammerpaw (lồng tiếng bởi Steve Blum)
- Cotton (lồng tiếng bởi Grey Griffin)
- Good Billions và Bad Billions (lồng tiếng bởi John Hodgman và GZA/Guy Lockard)
- Jamack (lồng tiếng bởi Jake Green)
- Tad Mulholland (lồng tiếng bởi Michael-Leon Wooley)
- Hoag (lồng tiếng bởi Jeff Bennett)
- Troy Sandoval (lồng tiếng bởi Giullian Yao Gioiello)
- Asher và Dahlia Berdacs (lồng tiếng bởi Rhea Butcher và Fryda Wolff)
- Amy và Brad (lồng tiếng bởi Avrielle Corti and Ace Gibson)
- Zane và Greta (lồng tiếng bởi Carlos Alazraqui và Anna Vocino)
- Roberto Sandoval (lồng tiếng bởi Antonio Alvarez)
- Fun Gus (lồng tiếng bởi Jack Stanton)
- Label (lồng tiếng bởi Betsy Sodaro)
- Bà Sartori (lồng tiếng bởi Grey Griffin)
- Easy (lồng tiếng bởi Matt Lowe)
- Doag (lồng tiếng bởi Rebecca Husain)
- Gerard (lồng tiếng bởi Dee Bradley Baker)
- Lemieux (lồng tiếng bởi Grey Griffin)
- Loretta và Wheels (lồng tiếng bởi Grey Griffin và Alanna Ubach)
- Harris và Kwat (lồng tiếng bởi Ian Harding và Grey Griffin)
- Camille (lồng tiếng bởi Joan Jett và Grey Griffin)
- Puck (lồng tiếng bởi John Lavelle)
- Ida, Florabel và Bev (lồng tiếng bởi Kay Bess, Chris Anthony Lansdowne và Mindy Sterling)
- Ruffles (lồng tiếng bởi Matt Lowe)
- Tongue Depressor (lồng tiếng bởi David Neher)
- Margot (lồng tiếng bởi Faith Graham và Victoria Grace)
- Ông Filburn (lồng tiếng bởi Jake Green)
- Lily và Earl Berdacs (lồng tiếng bởi Kay Bess và Carlos Alazraqui)
- Hyun-soo (lồng tiếng bởi Raymond J. Lee)
- Boom-Boom (lồng tiếng bởi Alanna Ubach)

## Tập phim
| Mùa | Mùa | Số tập | Số tập | Phát hành gốc        | Phát hành gốc        |
| --- | --- | ------ | ------ | -------------------- | -------------------- |
|     | 1   | 10     | 10     | 14 tháng 1 năm 2020  | 14 tháng 1 năm 2020  |
|     | 2   | 10     | 10     | 12 tháng 6 năm 2020  | 12 tháng 6 năm 2020  |
|     | 3   | 10     | 10     | 12 tháng 10 năm 2020 | 12 tháng 10 năm 2020 |

### Mùa 1 (2020)
| TT. tổng thể | TT. trong mùa phim | Tiêu đề                           | Đạo diễn                             | Biên kịch                      | Ngày phát sóng gốc  |
| ------------ | ------------------ | --------------------------------- | ------------------------------------ | ------------------------------ | ------------------- |
| 1            | 1                  | "Cô gái dưới lòng đất"            | Radford Sechrist                     | Bill Wolkoff                   | 14 tháng 1 năm 2020 |
| 2            | 2                  | "Trái berry nổ"                   | Radford Sechrist                     | Bill Wolkoff                   | 14 tháng 1 năm 2020 |
| 3            | 3                  | "Băng đảng mèo mặc áo choàng"     | Chase Conley                         | Bill Wolkoff                   | 14 tháng 1 năm 2020 |
| 4            | 4                  | "Thị trấn xương rồng"             | Chris Copeland                       | Joanna Lewis & Kristine Songco | 14 tháng 1 năm 2020 |
| 5            | 5                  | "Nhà thiên văn học mặc áo cổ lọ"  | Chris Copeland and Bridget Underwood | Christopher Amick & Ben Mekler | 14 tháng 1 năm 2020 |
| 6            | 6                  | "Xứ chuột"                        | Chase Conley                         | Bill Wolkoff                   | 14 tháng 1 năm 2020 |
| 7            | 7                  | "Mulholland"                      | Chase Conley                         | Taylor Chapulín Orcí           | 14 tháng 1 năm 2020 |
| 8            | 8                  | "Mỏ Mỏ"                           | Chris Copeland                       | Joanna Lewis & Kristine Songco | 14 tháng 1 năm 2020 |
| 9            | 9                  | "Thế giới đột biến săn mồi"       | Chase Conley                         | Christopher Amick & Ben Mekler | 14 tháng 1 năm 2020 |
| 10           | 10                 | "Bên kia thung lũng chó khổng lồ" | Kalvin Lee and Young Ki Yoon         | Bill Wolkoff                   | 14 tháng 1 năm 2020 |

### Mùa 2 (2020)
| TT. tổng thể | TT. trong mùa phim | Tiêu đề                                | Đạo diễn          | Biên kịch                                    | Ngày phát sóng gốc  |
| ------------ | ------------------ | -------------------------------------- | ----------------- | -------------------------------------------- | ------------------- |
| 11           | 1                  | "Cánh tay báo đốm"                     | Chase Conley      | Joanna Lewis and Kristine Songco             | 12 tháng 6 năm 2020 |
| 12           | 2                  | "Tiên tri phô mai dê"                  | Bridget Underwood | Bill Wolkoff                                 | 12 tháng 6 năm 2020 |
| 13           | 3                  | "Bản ballad của bờ biển Brân-chin-tân" | Matt Ahrens       | Christopher Amick & Ben Mekler               | 12 tháng 6 năm 2020 |
| 14           | 4                  | "Đối đầu Bọ cạp Tử thần"               | Chase Conley      | Taylor Chapulin Orci                         | 12 tháng 6 năm 2020 |
| 15           | 5                  | "Nấm Mốc Vui Vẻ (phần 1)"              | Bridget Underwood | Joanna Lewis & Kristine Songco               | 12 tháng 6 năm 2020 |
| 16           | 6                  | "Nấm Mốc Vui Vẻ (phần 2)"              | Matt Ahrens       | Leore Berris, Joanna Lewis & Kristine Songco | 12 tháng 6 năm 2020 |
| 17           | 7                  | "Benson và quái vật"                   | Michael Chang     | Taylor Chapulin Orci                         | 12 tháng 6 năm 2020 |
| 18           | 8                  | "Cảm thông với chú khỉ"                | Bridget Underwood | Christopher Amick & Ben Mekler               | 12 tháng 6 năm 2020 |
| 19           | 9                  | "Lấp lánh"                             | Matt Ahrens       | Joanna Lewis & Kristine Songco               | 12 tháng 6 năm 2020 |
| 20           | 10                 | "Anh hùng trỗi dậy"                    | Michael Chang     | Bill Wolkoff                                 | 12 tháng 6 năm 2020 |

### Mùa 3 (2020)
| TT. tổng thể | TT. trong mùa phim | Tiêu đề                         | Đạo diễn          | Biên kịch                      | Ngày phát sóng gốc   |
| ------------ | ------------------ | ------------------------------- | ----------------- | ------------------------------ | -------------------- |
| 21           | 1                  | "Khắp nơi đều là cua"           | Bridget Underwood | Bill Wolkoff                   | 12 tháng 10 năm 2020 |
| 22           | 2                  | "Mật hiệu: Sữa lắc"             | Matt Ahrens       | Leore Berris                   | 12 tháng 10 năm 2020 |
| 23           | 3                  | "Sói trong lốt sói"             | Michael Chang     | Christopher Amick & Ben Mekler | 12 tháng 10 năm 2020 |
| 24           | 4                  | "Xin đừng lãng quên chú mèo ta" | Bridget Underwood | Taylor Chapulin Orci           | 12 tháng 10 năm 2020 |
| 25           | 5                  | "Song trở lại"                  | Matt Ahrens       | Joanna Lewis & Kristine Songco | 12 tháng 10 năm 2020 |
| 26           | 6                  | "Giăng bẫy"                     | Michael Chang     | Leore Berris                   | 12 tháng 10 năm 2020 |
| 27           | 7                  | "Cầu siêu cho Dave"             | Bridget Underwood | Christopher Amick & Ben Mekler | 12 tháng 10 năm 2020 |
| 28           | 8                  | "Kho báu bị giấu"               | Matt Ahrensr      | Taylor Chapulin Orci           | 12 tháng 10 năm 2020 |
| 29           | 9                  | "Lời hứa"                       | Michael Chang     | Joanna Lewis & Kristine Songco | 12 tháng 10 năm 2020 |
| 30           | 10                 | "Kỷ Nguyên Kỳ Thú"              | Bridget Underwood | Bill Wolkoff                   | 12 tháng 10 năm 2020 |

## Tiếp nhận

### Giải thưởng
| Năm  | Giải thưởng       | Hạng mục                                         | Người đề cử              | Kết quả | Ref.          |
| ---- | ----------------- | ------------------------------------------------ | ------------------------ | ------- | ------------- |
| 2021 | Giải GLAAD Media  | Chương trình gia đình và thiếu nhi xuất sắc nhất | Kipo và Kỷ Nguyên Kỳ Thú | Đề cử   | [ 9 ]         |
| 2021 | Giải Ursa Major   | Sê-ri phim chính kịch hay nhất                   | Kipo và Kỷ Nguyên Kỳ Thú | Đề cử   | [ 10 ] [ 11 ] |
| 2021 | Giải Daytime Emmy | Sê-ri phim hoạt hình thiếu nhi xuất sắc nhất     | Kipo và Kỷ Nguyên Kỳ Thú | Đề cử   | [ 12 ]        |